# Sergio Ariel Páez
Sergio Ariel Páez es un exfutbolista argentino. Jugaba de defensor y se retiró en julio de 2013 en el Sarmiento de Leones.

## Trayectoria
Defensor surgido de las inferiores de Boca Juniors. Le tocó debutar en 2001. Jugó en la Primera B Nacional, con Juventud Antoniana. Pasó por equipos como Sarmiento de Junín y Deportivo Morón, Club Deportivo Espoli, Pozo Blanco y Pierikos.

## Clubes
| Club                  | País      | Año       |
| --------------------- | --------- | --------- |
| Boca Juniors          | Argentina | 2001-2002 |
| Sarmiento de Junín    | Argentina | 2002-2003 |
| Deportivo Morón       | Argentina | 2003      |
| Club Deportivo Espoli | Ecuador   | 2003-2004 |
| Juventud Antoniana    | Argentina | 2004-2006 |
| CD Pozoblanco         | España    | 2006      |
| Pierikos FC           | Grecia    | 2006-2010 |
| Aias Salamina FC      | Grecia    | 2010-2011 |
| Sarmiento de Leones   | Argentina | 2011-2013 |